# James Tully
James Tully (Carlanstown, 18 de septiembre de 1915-Bettystown, 20 de mayo de 1992) fue un sindicalista y político irlandés. Líder adjunto del Partido Laborista, se desempeñó como ministro en una serie de gobiernos de coalición entre el Fine Gael y el Partido Laborista.

## Biografía
Nacido en Carlanstown, cerca de Kells en el condado de Meath, fue educado en su ciudad natal y en la escuela de St. Patrick en Navan. Fue elegido por primera vez diputado al Teachta Dála por el Partido Laborista, en representación del distrito electoral de Meath en la elección general de 1954. Perdió su escaño en la elección general de 1957, pero fue reelegido en la elección general de 1961, ocupando una banca hasta 1982.
Cuando el Partido Laborista formó un gobierno de coalición con Fine Gael en 1973, fue nombrado ministro de gobierno local. Mientras se desempeñaba en ese cargo, ganó prominencia por un aumento masivo en la construcción de viviendas públicas, y notoriedad por un intento de aplicar el gerrymandering en los distritos electorales irlandeses para asegurar la reelección de la coalición nacional en la elección general de 1977. Su esfuerzo de reorganización electoral a través de la Ley Electoral de 1974, que llegó a llamarse Tullymander, fracasó, favoreciendo a la oposición. También como ministro de gobierno local, decidió sobre las modificaciones de los planes para las oficinas cívicas de la Corporación de Dublín.
Fue nombrado líder adjunto del Partido Laborista bajo Michael O'Leary en 1981, y ministro de defensa en el breve gobierno de 1981-1982. En ese cargo, viajó a El Cairo en 1981 como representante de Irlanda en el desfile militar anual de la victoria del 6 de octubre en Egipto. Mientras se encontraba en la tribuna, junto al presidente Anwar el-Sadat, sufrió una herida de metralla en el rostro cuando Sadat fue asesinado por miembros de la Yihad Islámica egipcia que se habían infiltrado en el ejército egipcio.